# Cá vàng ngọc trai

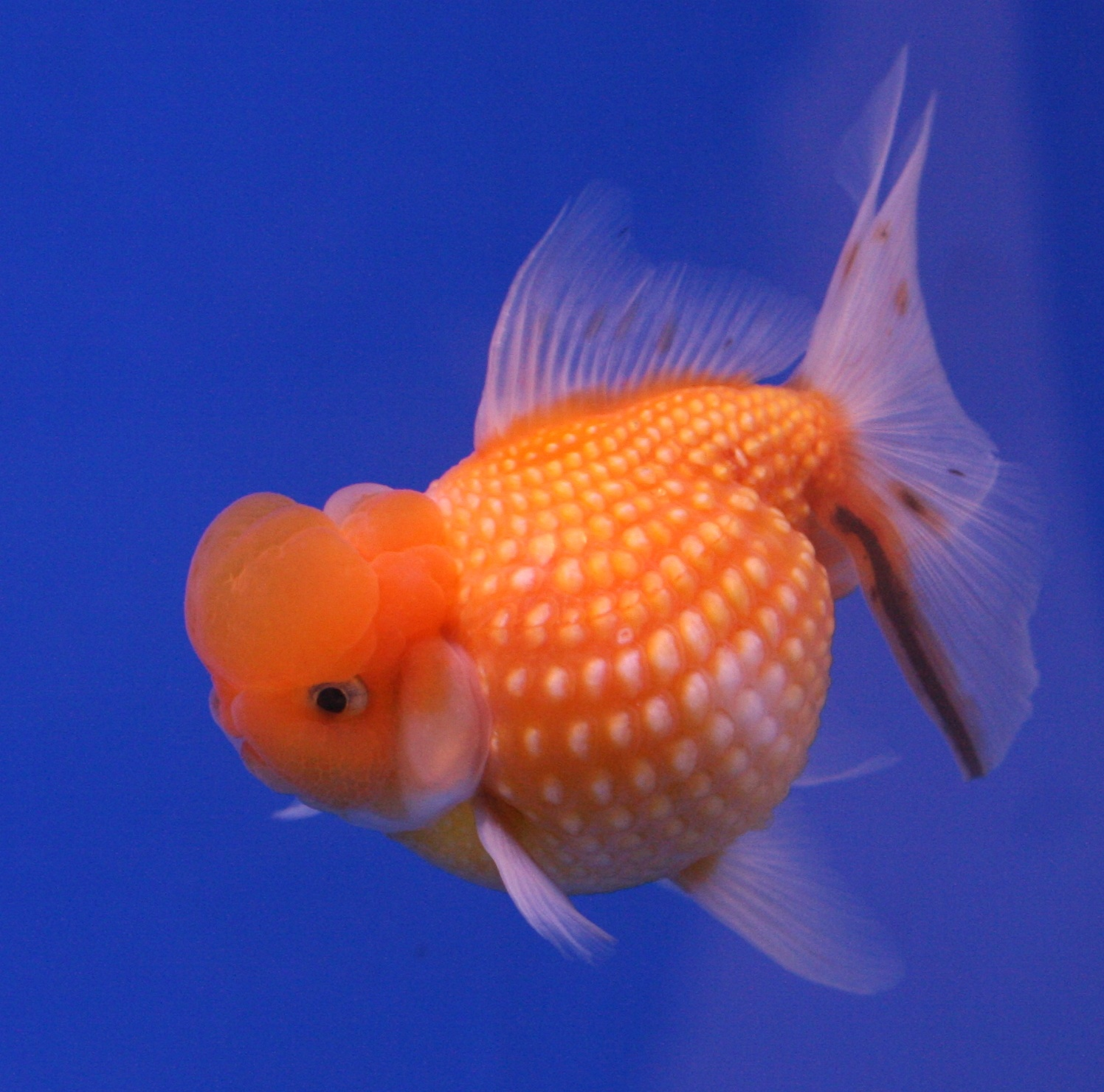
Một con cá vàng vảy trân châu

Cá vàng ngọc trai (tên tiếng Anh thông dụng: Pearlscale Goldfish) hay còn gọi là Cá vảy trân châu Chinsurin hay có tên gọi là cá Ping pong là một giống cá vàng có nguồn gốc xuất xứ từ Trung Quốc. Đây là giống cá cảnh được ưa chuộng trong các bể cá thủy sinh. Cá Ngọc trai là dòng cá vàng đẹp thường được nuôi trong các bể cá nhỏ, bể cá mini. Đặc điểm riêng biệt của dòng cá này đó là vảy xù lên trông giống như hạt trai, vì vậy mà cá được gọi là ngọc trai với những chiếc vẩy trông như những hạt trân châu đủ màu được đặt tên là Chinsurin.

## Đặc điểm

### Mô tả
Cá vàng ngọc trai có một hình dáng to mập với phần thân giữa phình to. Chiều dài cá 9–15 cm, kích thước chúng dài đến 25 cm, chiều dài cơ thể 5,6 cm, chiều cao bằng 2/3 chiều dài cơ thể. Thân phải ngắn và tròn. Nhìn chung, cá ngọc trai có thân tròn, với độ rộng thân khoảng từ 3/4 đến bằng với chiều dài thân. Cá vàng ngọc trai có thân tròn, cũn cỡn, vây lưng nhỏ và vây hậu môn hai thùy. Thân cá rất tròn và gọn. Mặc dù thân tròn, cá vàng ngọc trai không lớn lắm nếu xét trên chiều dài của thân, vòng bụng của cá khiến chúng có vẻ to hơn kích thước thực sự. Màu sắc của chúng gồm đỏ, đỏ và trắng, đốm, xanh dương, đen và nâu chocolate. 

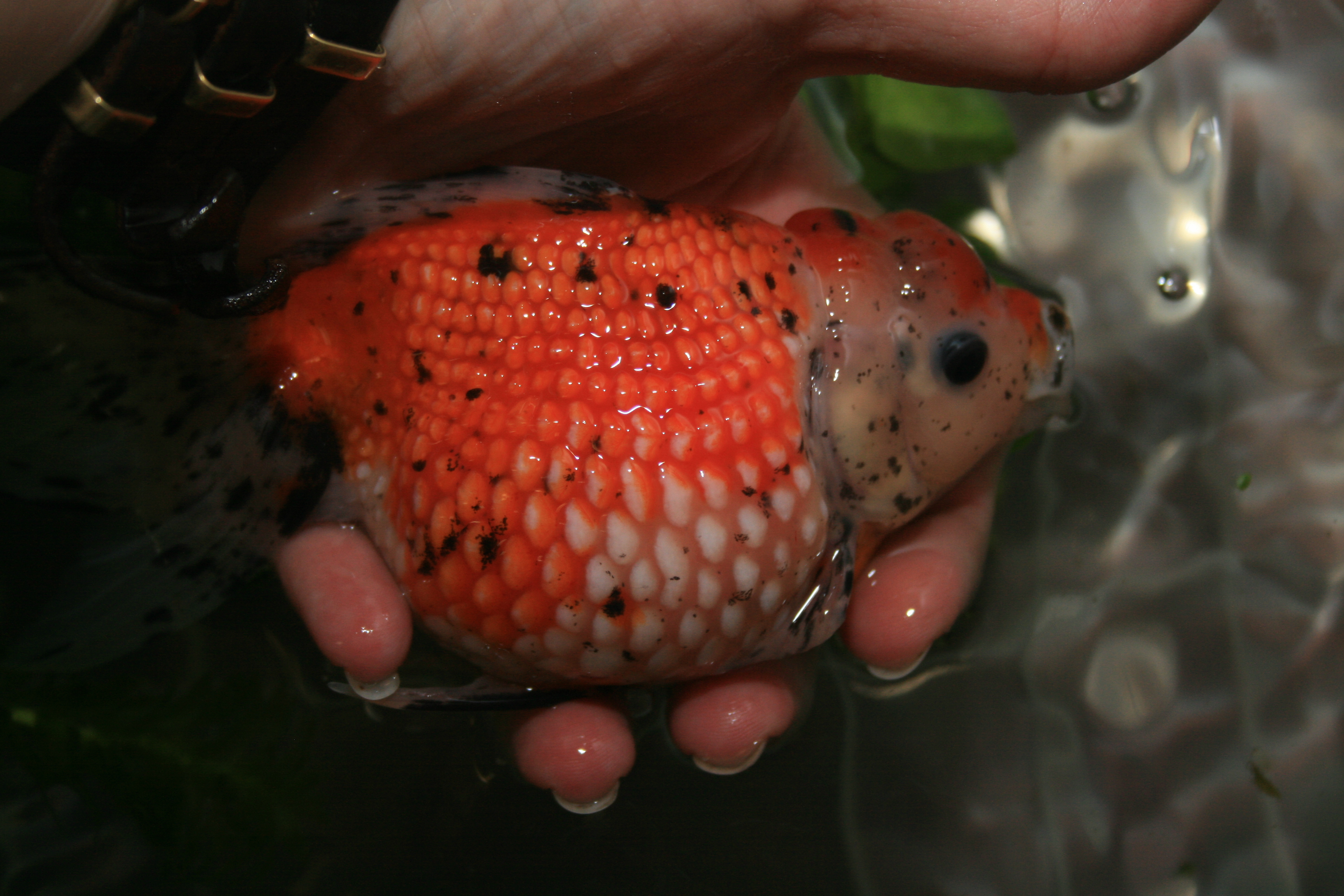
Vảy cá có hình trân châu

Cá ngọc trai có nhiều loại màu và vảy (bên cạnh vảy ngọc trai) bao gồm ánh kim, bán kim và phi kim. Vẩy ngọc trai bao phủ khắp cơ thể. Vây đuôi phân nhánh và không bị rũ xuống. Vẩy trên vùng đó phồng lên, cứng và màu trắng, trông giống như ngọc trai, vì thế nó có tên Pealscale tức là cá vàng ngọc trai. Cá chỉ có một vây lưng và những vây khác hiện diện thành từng cặp. Vây đuôi phân nhánh và theo phương nằm ngang, đuôi tạo với thân được 1 góc 45 độ (hoặc xấp xỉ), đuôi che được toàn bộ phần vây hậu môn (hoặc có thể thấp thoáng nhìn thấy cũng được. Ở mỗi loại, các đuôi phải tách biệt trên 90% và phải hơi hoặc rất nhọn.
Kích thước vây lưng khoảng 1/3 độ rộng thân. Vây ngực và vây bụng phải tương ứng với đuôi. Vây hậu môn có hai thùy, hình dạng tương ứng với đuôi, vây ngực và vây bụng. Điểm đặc trưng của dòng cá này đó là các vảy phồng lên. Vảy phải đều và phát triển lên đến lưng. Có ba loại vảy là ánh kim, bán kim và phi kim. Vảy ánh kim gồm cam, đỏ-trắng, đen, xanh dương, nâu và trắng. Vảy bán kim gồm nhị sắc, tam sắc, đỏ đơn sắc và vải hoa (có hay không có các đốm). Vảy phi kim gồm tím, nhị sắc và tam sắc.
Có hai dạng cá vàng ngọc trai: dạng cá vàng có gù và không có gù trên đỉnh đầu. Cá vàng có được gọi là Hamanishiki. Dòng cá này cũng có hai loại đuôi được chấp nhận. Loại đầu kích thước đuôi từ 1/2 đến 3/2 chiều dài thân. Loại sau kích thước đuôi từ 1/4 đến 1/3 chiều dài thân. Một phân dòng nữa là ngọc trai oranda mà chúng có bướu ở một hay hai vùng trên đỉnh đầu (trường hợp sau gọi là hamanishiki). Đối với những lỗi có thể kể đếnlà vảy dày lên, làm cho mặt vảy hơi phồng lên ở chính giữa. Ở những cá thể chất lượng, vảy ngọc trai xuất hiện ở khắp nơi và bao phủ toàn thân cá. 

### Tập tính

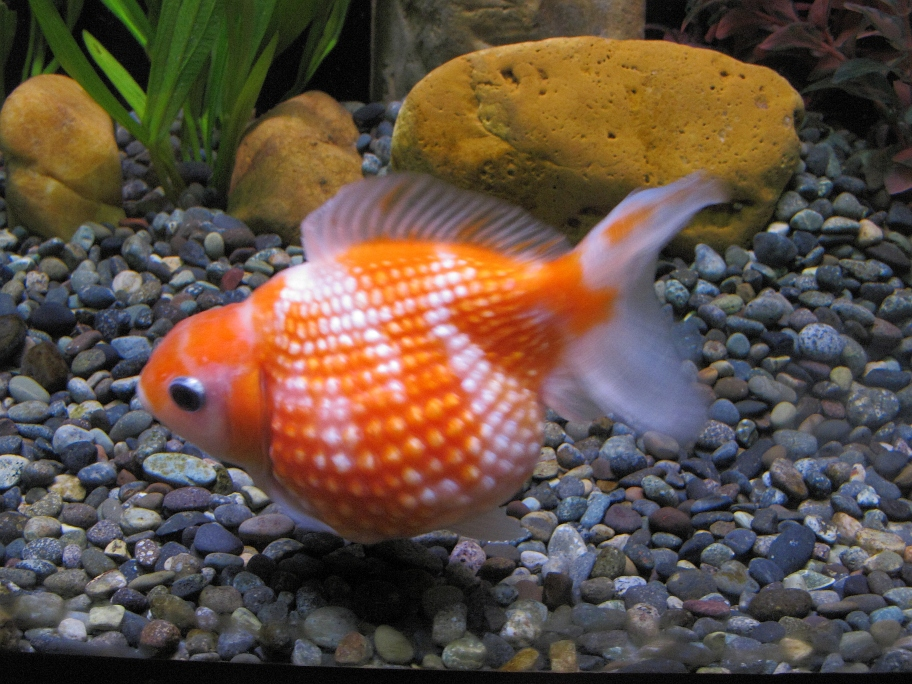
Cá vảy trân châu trong bể cá cảnh

Tuổi thọ của chúng trên 15 năm, khi sinh sản, cá đẻ khoảng 900-1000 trứng. Cá vàng ngọc trai rất khỏe mạnh và có thể nuôi chung trong hồ có nhiều loại cá vàng khác, mặc dù chúng có thể không cạnh tranh nổi thức ăn đối với các dòng cá vàng khác vì bơi lội bất thường.
Nhiệt độ thích hợp để Cá Ngọc trai sinh trưởng từ 17-28 độ C. Cá Ngọc trai rất nhạy cảm với sự thay đổi nhiệt độ và nhiệt độ lạnh, nên chú ý đến vấn đề nhiệt độ cho bể cá. Với cá to, nên nuôi trong các bể lớn, nếu là bể thủy sinh cá sống càng khỏe. Đối với loại còn bé 4–5 cm có thể nuôi trong các loại bể cá nhỏ, bể cá mini.
Chúng sống ở tầng giữa. Cá cần khoảng 30 gallon nước/con, cần nước giàu Ca. Chúng sống tốt trong môi trường PH 6- 8+. Có thể để vào hồ nuôi cá ngọc trai đá hoặc sỏi, trang trí với những cây thủy sinh mềm. Phải đảm bảo không có vật nhọn trong hồ. Nếu vẩy ngọc trai bị làm hỏng, có thể chúng sẽ không mọc lại được. Không nên nuôi chung cá Ngọc trai với những giống cá vàng bơi nhanh như Comet, Shubunkin và Wakin.
Về thức ăn, chúng là giống cá ăn tạp, có thể cho ăn thức ăn nổi và dạng miếng. Tránh tất cả những thực phẩm có thể nở ra có thể gây táo bón cho cá. Có thể cho ăn rau (dưa leo, đậu Hà Lan, rau diếp), tôm, trùn chỉ, daphnia. Cá Ngọc trai khá ham ăn, nên có thể sử dụng thức ăn đóng hộp có sẵn. Nên cho ăn 1-2 lần/ ngày để tránh cá không ăn hết gây đọng bẩn bể.